# Tanzanit
Tanzanit (Tanganit) – przezroczysta, niebieska w odcieniach do fioletowej gemmologiczna odmiana zoisytu. Nieprawidłowo nazywany „szafirem Meru” – pierwsi jego odkrywcy mylnie uznali go za szafir.
Nazwa pochodząca od Tanzanii, gdzie minerał ten został odkryty, została wprowadzona przez firmę jubilerską Tiffany z Nowego Jorku.
Do gemmologii został wprowadzony dopiero w 1967 r. przez hinduskiego poszukiwacza drogich kamieni Manuela de Souza. Kamień stał się znany przede wszystkim dzięki biżuterii noszonej przez Elizabeth Taylor.

## Charakterystyka

### Właściwości
Tworzy kryształy o pokroju słupkowym z wyraźnym pionowym prążkowaniem. Zawiera domieszki wanadu, strontu, chromu. Niektóre okazy po oszlifowaniu wykazują efekt kociego oka.
Niebieską barwę zawdzięcza śladowym ilościom jonów wanadu. Naturalne kryształy są często brązowe lub bladoszare. W celu zmiany barwy na niebieską lub zwiększenia jej intensywności, kryształy są wygrzewane w temperaturze 400–500 °C. Nasilenie niebieskiej barwy związane jest z utlenianiem jonów V3+
 do V4+
. Większość tanzanitów oferowanych handlowo zostało poddanych tego typu obróbce cieplnej. Naturalne pochodzenie barwy można rozpoznać po czerwonym odcieniu widocznym wzdłuż jednej z osi. Nie tworzy kryształów bliźniaczych.
- Pleochroizm: bardzo silny, dichroizm niebiesko-fioletowy[2][3][5]; trichroizm niebiesko-fioletowo-czerwonawy[5]. Pleochroizm zanika podczas wygrzewania[5].

Istnieje możliwość pomylenia z ametystem, kordierytem, lazulitem, szafirem, spinelem i syntetycznym korundem. Znane są też imitacje tanzanitu.

## Występowanie i miejsce występowania
Spotykany w żyłach pegmatytowo-hydrotermalnych w gnejsach. Współwystępuje przede wszystkim z grafitem, prehnitem, kalcytem, diopsydem i kwarcem.
Występuje w Tanzanii – Gerevi Hills (Merelani Hills - rejon Arusza i Moshi). Stwierdzony także w Chinach.

## Galeria

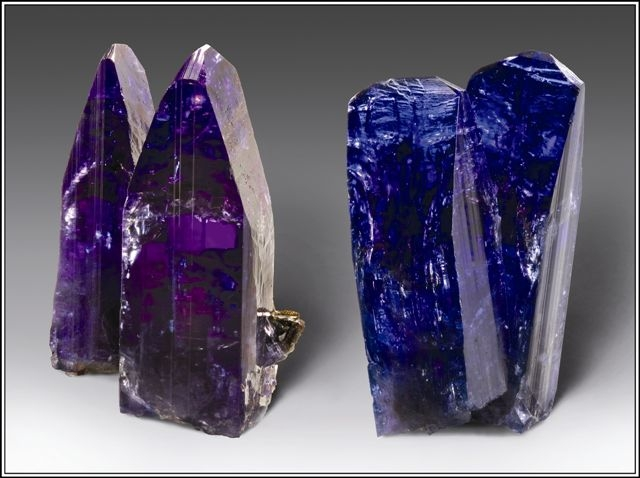
Zdjęcie tej samej próbki tanzanitu oglądanej wzdłuż różnych osi kryształów. Różne barwy są wynikiem pleochroizmu tego minerału
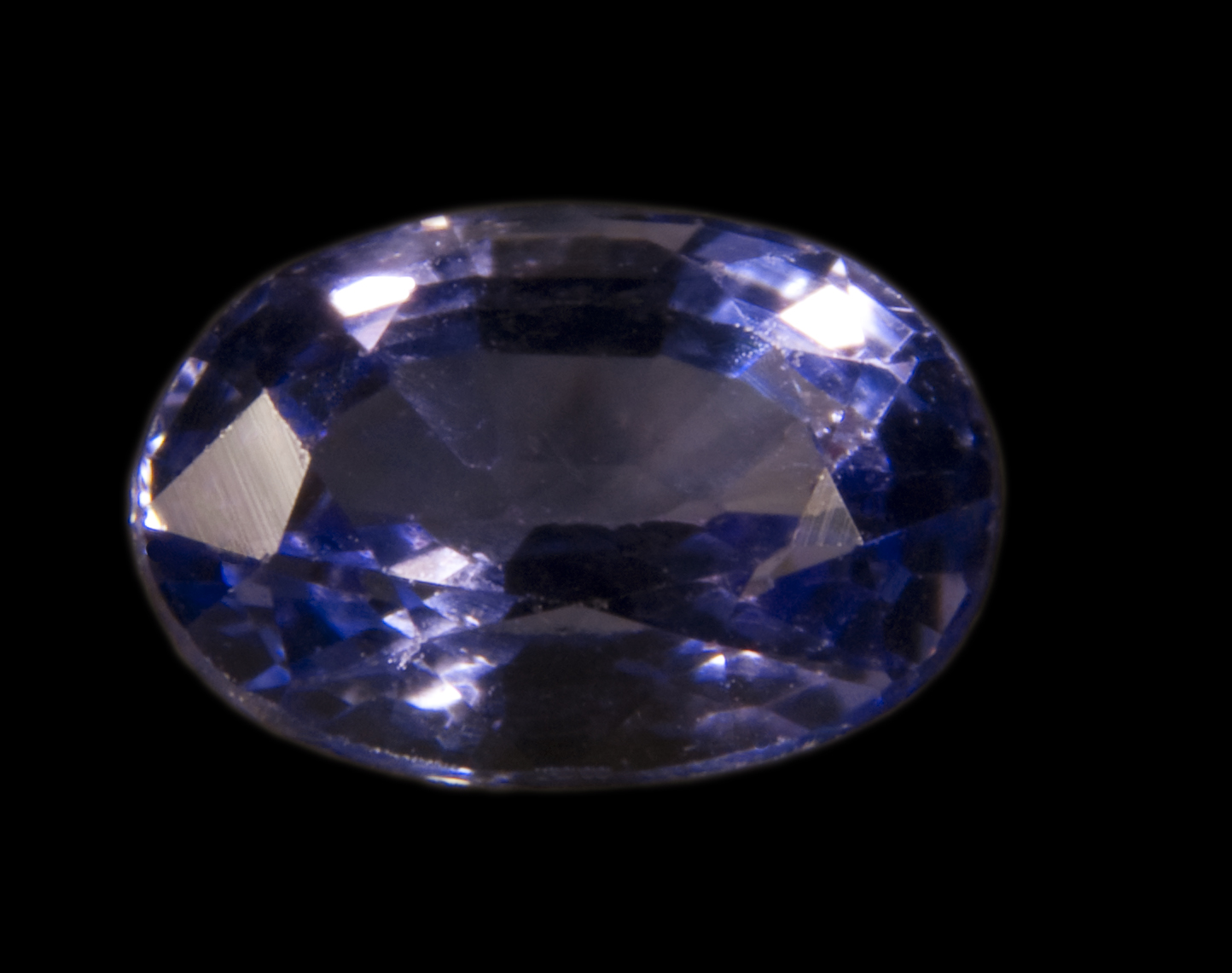
szlifowany okaz tanzanitu
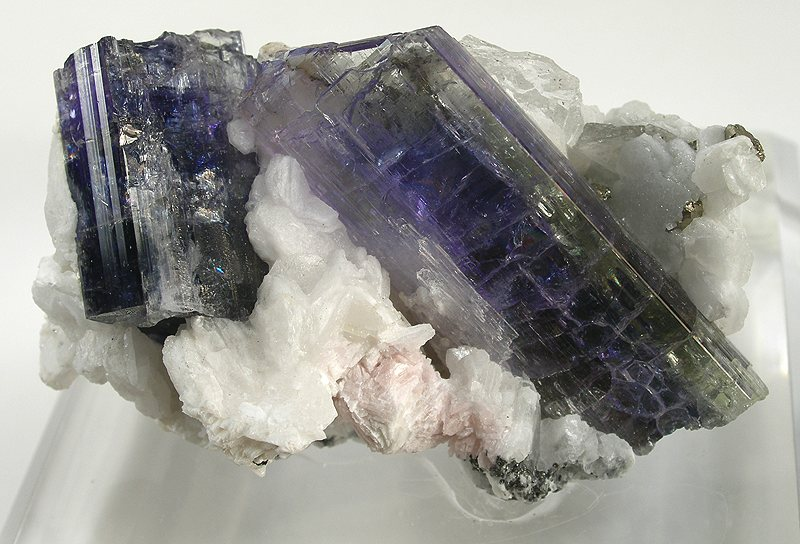
Okaz na kalcycie z Merelani Hills
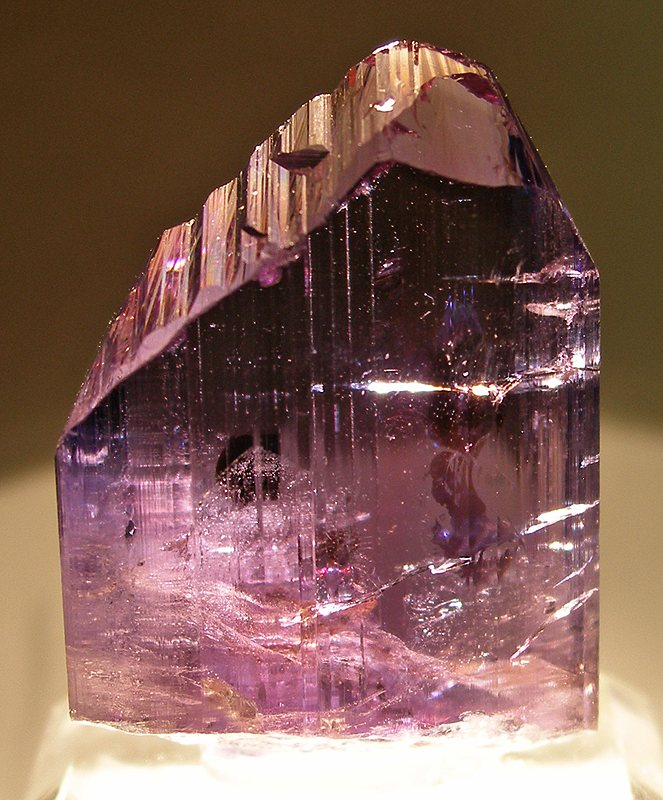
różowy okaz z Tazanii

## Zastosowanie
- do wyrobu wszystkich typów biżuterii.
- jest bardzo rzadkim i wyjątkowo atrakcyjnym kamieniem jubilerskim.
- kamień kolekcjonerski[4].
- przezroczyste okazy szlifowane są fasetkowo[4].